# Dževad Prekazi
Dževad Prekazi (alb. Xhevat Prekazi, tur. Cevat Prekazi, ang. Jeff Prekazi; ur. 18 sierpnia 1957 w Titovej Mitrovicy) – kosowski i jugosłowiański były piłkarz oraz trener, w latach 1976-1977 członek jugosłowiańskiej reprezentacji U-21. Posiada także obywatelstwa tureckie oraz serbskie.